# Bei lebendigem Leib
Bei lebendigem Leib (Originaltitel: Brûlée vive) war der erste Zeugenbericht der Welt, der einen Ehrenmord schildert. Die Geschichte wird von Souad (Pseudonym) und Jacqueline Thibault von der Stiftung SURGIR erzählt, die seinerzeit Mitarbeiterin von Terre des Hommes war. Von dem 2003 in Frankreich erschienenen Buch wurden mehrere Millionen Exemplare verkauft, und es wurde in 37 Sprachen übersetzt.

## Handlung
Die siebzehnjährige Souad lebt im Westjordanland, ist verliebt und wird schwanger. Dadurch verletzt sie die Ehre ihrer Familie, die beschließt, sie zu töten. Ihr Schwager Hussein wird dazu bestimmt, das Todesurteil zu vollstrecken. Diese Situation wird von allen als normal empfunden und gilt nicht als Mord. Souad wird mit schweren Verbrennungen von Jacqueline Thibault gerettet. Sie lebt heute mit neuer Identität mit ihrem Mann und drei Kindern in Europa.

## Kontroversen
Die australische Historikerin Thérèse Taylor zieht den Wahrheitsgehalt der geschilderten Ereignisse aufgrund verschiedener Unstimmigkeiten in Zweifel. So werde in der französischen Ausgabe behauptet, die Autorin habe auf 70 % ihres Körpers Verbrennungen aufgewiesen. Außerdem wird ein mehrwöchiger Klinikaufenthalt geschildert, bei dem sie keine oder nur unzureichende Pflege erhalten habe, bevor eine Mitarbeiterin von Terre des Hommes auf sie aufmerksam geworden sei. Ausgehend von einem Geburtsdatum der Autorin im Jahr 1957 oder 1958, wie im Buch erwähnt, müsste sich dieses Ereignis etwa im Jahr 1975 zugetragen haben. Jedoch seien zum damaligen Zeitpunkt selbst in Industrieländern wie den USA Verbrennungen, welche mehr als etwa 30 % des Körpers betrafen, oftmals tödlich verlaufen. Dass die Autorin mit so starken Verbrennungen mehrere Wochen im Krankenhaus ohne ausreichende Pflege überlebt habe, sei daher unglaubwürdig.
Eine andere Unstimmigkeit betrifft den angeblichen Wohnort der Familie der Autorin im Westjordanland: Dieser sei angeblich rund 40 km von der israelischen Grenze entfernt gewesen. An anderer Stelle im Buch wird jedoch beschrieben, wie sie mit ihrem Vater zusammen in der Nähe von Tel Aviv, also auf israelischem Staatsgebiet, auf den Feldern eines Nachbarn Blumenkohl gepflückt habe. Jedoch hätten Kinder aus dem Westjordanland zu dieser Zeit nicht nach Israel einreisen und ein Araber aus dem Westjordanland habe auf israelischem Staatsgebiet auch kein Land besitzen dürfen.
Im Buch werde beschrieben, dass die Familie der Autorin so arm gewesen sei, dass die Familienmitglieder sich keine Schuhe hätten leisten können und nicht einmal beim Besuch von Hochzeitsfeiern Schuhe getragen hätten. An anderer Stelle im Buch wird jedoch erwähnt, das Haus der Familie sei mit fließendem Wasser, einem Boiler und einem Telefonanschluss ausgestattet gewesen. Außerdem habe die Familie ein eigenes Auto besessen. Dies sei ebenfalls ein klarer Widerspruch.
In einem Interview mit der Schweizer Zeitschrift Die Weltwoche habe die Autorin erklärt, sie habe vergessen, ihre Muttersprache Arabisch zu sprechen, was ebenfalls unwahrscheinlich erscheint.

## Deutsche Ausgabe
- Souad (Autorin), Marie-Thérèse Cuny (Bearb.), Anja Lazarowicz (Übers.): Bei lebendigem Leib. 5. Auflage. Blanvalet, München 2004, ISBN 3-7645-0180-4.